# Ignacij Ota
Ignacij Ota, slovenski zamejski glasbenik, skladatelj, zborovski dirigent, učitelj in kulturni delavec, * 26. april 1931, Dolina pri Trstu, Italija, † 8. oktober 2001, Katinara.